# مورغان هوفمان
مورغان هوفمان (بالإنجليزية: Morgan Hoffmann)‏ هو لاعب غولف أمريكي، ولد في 11 أغسطس 1989 في فرانكلين ليكس في الولايات المتحدة.

## وصلات خارجية
- مورغان هوفمان على موقع رابطة لاعبي الغولف المحترفين (الإنجليزية)
- مورغان هوفمان على موقع التصنيف العالمي الرسمي للغولف (الإنجليزية)